# Coenosia globuliseta
Coenosia globuliseta är en tvåvingeart som beskrevs av Adrian C. Pont 1980. Coenosia globuliseta ingår i släktet Coenosia och familjen husflugor. Inga underarter finns listade i Catalogue of Life.